# Kruize Pinkins
Kruize Alshaude Zah-Kee Pinkins (Marianna, Florida, 25 de enero de 1993) es un jugador de baloncesto estadonundense que pertenece a la plantilla del Scafati Basket de la Lega Basket Serie A, la primera categoría del baloncesto italiano. Con 2,01 metros de estatura, juega en la posición de alero.

## Trayectoria deportiva
Es un alero, formado a caballo entre los Chipola College y los San Francisco Dons, tras no ser elegido en el Draft de la NBA de 2015, se marchó a Alemania para debutar como profesional en las filas del White Wings Hanau, donde jugaría durante dos temporadas.
En verano de 2017 fichó por el Mitteldeutscher BC de la Basketball Bundesliga para jugar por la primera vez en una liga de gran nivel.
En 2019, firma por el Basket Torino de la Serie A2, de la segunda división italiana, en la que jugaría dos temporadas.
El 24 de septiembre de 2021, firma por el CSP Limoges de la Pro A, la primera categoría del baloncesto francés.
El 9 de julio de 2022 fichó por el Scafati Basket de la Lega Basket Serie A, la primera categoría del baloncesto italiano.